# Arnaud Viviant
Cet article possède un paronyme, voir Vivian.
Arnaud Viviant, né à Tours le 27 avril 1963, est un journaliste, critique littéraire, écrivain et psychanalyste français.
Il est le fondateur de la revue Charles.

## Biographie

### Origine et formation
Après des études littéraires, Arnaud Viviant obtient le CAPES et devient professeur de français au lycée Ferdinand-Buisson d’Elbeuf, pendant un an.

### Carrière de journaliste

#### Presse écrite
Arnaud Viviant débute en 1986 au Monde de la musique en tant que critique rock. Son premier article est consacré au premier disque Où veux-tu que j’regarde ? du groupe Noir Désir. En 1987, il publie sa première interview, dans laquelle Serge Gainsbourg s’exprime à propos de la musique classique. En 1989, il débute chez Libération, où il restera jusqu'à sa démission en 1997, après y avoir été successivement critique rock, critique télé et critique littéraire.
En 1992, sa recension dans le Cahier Livres de Libération de La Société du spectacle sera saluée par Guy Debord : « Ce jeune homme ira plus haut que Libération ». En 1999, il intègre la rédaction des Inrockuptibles, magazine culturel dont il est l’un des fondateurs. Il commence à écrire sur la politique. Il y inventera le numéro « Sexe » dont il sera le premier des rédacteurs-en-chef. Il est licencié du journal en 2006.
Arnaud Viviant collabore d’abord au journal Libération en tant que critique musical spécialisé dans le rock, critique de télévision et critique littéraire. Il intègre par la suite la rédaction du magazine Best, puis des Inrockuptibles, magazine culturel dont il est l’un des fondateurs.
En 2012, il lance la revue politico-littéraire trimestrielle intitulée Charles sur le modèle de l’ancien magazine américain George,. En 2019, associé à l’ancien Secrétaire d’État et ancien député Thomas Thevenoud et à Henri J. Nijdam, patron du Nouvel économiste, il rachète la revue à l’éditeur La Tengo qui en avait suspendu la parution en 2018 en raison du faible tirage. La revue s’arrête en janvier 2020 avec un numéro consacré à Charles de Gaulle.

#### Radio
Arnaud Viviant intervient régulièrement dans l’émission C’est Lenoir sur France-Inter. De 1999 à 2000, il anime une émission quotidienne sur Radio Nova. En 2006 il revient à France Inter pour une émission quotidienne La Bande à Bonnaud. L’arrêt de l’émission au bout d’un an par le directeur de France Inter Philippe Val provoquera une journée de grève sur l’antenne.  Depuis septembre 2000, il intervient régulièrement à la tribune littéraire du Masque et la Plume. En 2023-2024, il signe aussi un Édito Culture dans La Matinale de France Inter.

#### Télévision
Arnaud Viviant fait sa première apparition télévisuelle en 1992 dans l’émission L’Heure de vérité sur France 2 où il interviewe Jean d’Ormesson en compagnie d’Alain Duhamel. De 1995 à 2000, il est chroniqueur régulier dans l’émission Arrêt sur images ainsi que dans l’émission Rive droite/Rive gauche de Thierry Ardisson sur Paris Première. Dans les années 2000-2005 il est chroniqueur politique sur i-Télé et Canal Plus. Il sera l’un des piliers des derniers années de l’émission Ca balance à Paris sur Paris Première.
Il est aussi l’auteur en 1997 d’une émission Thema sur le punk, pour la chaîne franco-allemande Arte et de trois courts-métrages pour Canal Plus avec le journaliste David Carr Brown.

#### Musique
En 2005, Arnaud Viviant est le créateur du collectif musical Ballu, du « kholkoze rock » autour d’une seule chanson qu’il a écrite.

#### Littérature
Auteur de romans, de nouvelles, d’essais et d’une monographie sur Serge Gainsbourg, Arnaud Viviant a aussi été brièvement éditeur aux  éditions Léo Scheer. Il a participé à plusieurs ouvrages collectifs et dirigé deux autres ouvrages, aux éditions de La Découverte et aux éditions La Tengo.
Il est membre du jury de deux prix littéraires, le prix Décembre (autrefois Prix Novembre) et le prix de Flore.

### Engagements politiques
Arnaud Viviant est candidat indépendant (étiqueté extrême gauche par la Préfecture) aux élections législatives de 2017 dans la dix-huitième circonscription de Paris ; il recueille 0,54 % des voix.

### Psychanalyse
En qualité de psychanalyste,, il est membre de l'Espace analytique créé par Maud Mannoni.

### Controverse
Prenant la défense de Bertrand Cantat, dans un extrait de l'émission Mots croisés, animée par Arlette Chabot en mars 2004, le journaliste Arnaud Viviant lance « Ce qui est fondamental chez Bertrand Cantat, c'est la fidélité. Il ne s'est pas marié trois fois lui ! », provoquant l'indignation de l'avocat Me Hervé Temime, présent sur le plateau. « Pourquoi ne pas le dire, ce sont les faits ! Si je devais plaider en faveur de Bertrand Cantat à Vilnius, je dirais que c'est d'abord un drame avant d'être un crime », avait poursuivi le journaliste qui travaillait à l'époque aux Inrockuptibles.
En 2025, suite au suicide du député LR Olivier Marleix, Arnaud Viviant rejoint la sphère du complotisme et tweetant : « Olivier Marleix is the new Robert Boulin », faisant référence à la mort de l'ancien ministre, probablement maquillée en suicide, en 1979.

## Résultats électoraux

### Élections législatives
| Année | Parti | Parti | Circonscription | 1er tour | 1er tour | 1er tour |
| Année | Parti | Parti | Circonscription | Voix     | %        | Rang     |
| ----- | ----- | ----- | --------------- | -------- | -------- | -------- |
| 2017  |       | EXG   | 18e de Paris    | 197      | 0,54     | 15e      |

## Ouvrages
- La Ville des grincements de dents, Calmann-Lévy, 1998
- Replay : articles 1990-2000, Purple Books, 2000
- Encore mort déjà vivant, avec Gérard Marty, éditions Verticales, 2000
- Ego surf : un journal de l'an 2000, Calmann-Lévy, 2001
- Le Génie du communisme, Gallimard, coll. « L’Infini », 2004
- Gainsbourg vu par Arnaud Viviant, Hugo et Compagnie, 2008
- Complètement mytho ! : chroniques de la vie moderne, Bourin Éditeur, 2009
- La Vie critique (roman), éditions Belfond, 2013[16],[17]
- Gainsbourg ou L'Art sans art, Bourin Éditeur, 2014
- Mamihlapintapai : études et critiques littéraires (essai), Bourin Éditeur, 2014
- Cantique de la critique (essai), La Fabrique, 2021
- Station Goncourt. 120 ans de prix littéraires, La Fabrique, 2023

### Collectif
- Hambourg, Eden Productions, 2000
- L’Entreprise, La Découverte, coll. « Les Français peints par eux-mêmes », 2003

### Préface
- Suehiro Maruo, Yume no Q-Saku, Le Lézard noir, 2005